# 리아 딜라리아
리아 딜라리아(영어: Lea DeLaria, 1958년 5월 23일 ~ )는 미국의 코미디언, 배우, 재즈 가수이다. 커밍아웃한 동성애자로, 드라마 《오렌지 이즈 더 뉴 블랙》의 빅 부 역으로 출연하였다.
드라마 프렌즈 시즌2 11화에 출연.

## 출연 작품
- 카 3: 새로운 도전 - 미스 프리터 역
- 그녀들을 도와줘 - 보보 역